# Monika Soćko
Monika Soćko (születési neve: Monika Bobrowska) (Varsó, 1978. március 24. –) lengyel női sakkozó, nagymester (GM), nyolcszoros lengyel női bajnok, U18 korosztályos Európa-bajnok (1996).
1995-ben szerezte meg a női nagymesteri (WGM),  2008-ban a nagymester (GM) fokozatot. Ő az első és mindmáig egyetlen lengyel női sakkozó, aki elérte ezt a címet.
Férje Bartosz Soćko lengyel sakknagymester, akivel 2000-ben házasodott össze. Három gyerekük van: Weronika, Szymon és Julia.

## Sakkpályafutása

### Ifjúsági eredményei
Ötéves korában kezdett el sakkozni és öt évvel később 1988-ban az U10 korosztályos ifjúsági sakkvilágbajnokságon a 2. helyen végzett. Az U12 korsztályos világbajnokságon 1989-ben 4. helyezett, 1990-ben ezüstérmet szerzett. 1992-ben az U14 korosztályos Európa bajnokságon bronzérmes, 1993-ban az U16 korosztályban 4. helyezett, az U20 korosztályos junior sakkvilágbajnokságon az 5−8. helyet szerezte meg. 1996-ban az U18 korosztályban Európa-bajnoki címet szerzett. 1997-ben az U20 korosztályos junior sakk-Európa-bajnokságon ezüstérmes volt. Az 1998-as junior sakkvilágbajnokságon az 5. helyet szerezte meg.
Kétszeres lengyel korosztályos bajnok: 1990-ben az U12, 1993-ban az U16 korosztályban szerzett aranyérmet, emellett kétszeres ezüstérmes (1992-ben az U14, 1994-ben az U20 korosztályban) és kétszeres bronzérmes (1991-ben az U14, 1995-ben az U18 korosztályban).

### Európa-bajnoki szereplései
2003-ban a IV. női sakk-Európa-bajnokságon a 3−5. helyen végzett. 2009-ben a X. női Európa-bajnokságon 3−9. helyezett (végeredményben 5.), 2010-ben Pia Cramling és Viktorija Čmilytė mögött bronzérmet szerzett. 2013-ban holtversenyben 2−7. helyezett (végeredményben 7.), 2017-ben a 6. helyet szerezte meg.

### Eredményei a világbajnoki versenysorozatokon
Első alkalommal 1993-ban, 15 évesen szerepelt a világbajnoki versenysorozaton. Ekkor a Temesváron rendezett zónaversenyen indulhatott és a 9. helyet szerezte meg. 1995-ben a Nadoléban rendezett zónaversenyen elért 3. helyezésével kvalifikálta magát a zónaközi döntőre. A Kisinyovban rendezett svájci rendszerű zónaközi döntőn az 52 induló között a 33. helyen végzett.
A 2001-es kieséses rendszerű női sakkvilágbajnokságon indulhatott először, ahol az első fordulóban az örmény Lilit Mkrtchian 2−0 arányban ütötte el a továbbjutástól. Vele került össze a 2004-es kieséses világbajnokság első fordulójában is, ekkor már jóval szorosabb arányban, a rájátszásban 4−3-ra maradt alul. A 2006-os női sakkvilágbajnokságon is az első fordulóban búcsúzni kényszerült, ekkor a kínai Csü Ven-csün győzte le.
A 2008-as női sakkvilágbajnokságon a második fordulóig jutott, ahol a magyar színekben versenyző Hoang Thanh Trang ellen szenvedett vereséget. A 2010-es női sakkvilágbajnokságon is a második fordulóig jutott, ekkor a katari színekben játszó egykori kínai exvilágbajnoknő ütötte el a továbbjutástól.
A 2012-es női sakkvilágbajnokságon a 2. fordulóban nagy meglepetésre 3−1 arányban legyőzte a világbajnok Hou Ji-fant, de a következő fordulóban vereséget szenvedett a később a döntőig jutó exvilágbajnok Antoaneta Sztefanovtól. A 2015-ös női sakkvilágbajnokságra a 2013-as Sakk-Európa-bajnokságon elért eredménye alapján kvalifikálta magát. A második fordulóban a versenyen a világbajnoki címet megszerző Marija Muzicsuktól szenvedett vereséget. A 2017-es női sakkvilágbajnokságon a 2014-es Európa-bajnokságon elért eredményével szerzett indulási jogot. Ez alkalommal az első fordulóban búcsúzni kényszerült, miután vereséget szenvedett, miután vereséget szenvedett az orosz Anasztaszija Szavinától.

#### Egy precedens értékű győzelme
A 2008-as női sakkvilágbajnokság első fordulójában a román Sabina-Francesca Foişor ellen játszotta világossal a rájátszás armageddonjátszmáját, amelyben a döntetlen eredmény sötétnek kedvez. A táblán a királyok mellett egy-egy huszár volt csak. Foişor átlépte a gondolkodási időt, de a versenybíró a táblán levő anyag láttán döntetlennek ítélte a végeredményt, mivel egy huszárral nem lehet mattot adni. Ennek megfelelően Foişort hirdette ki továbbjutónak. Soćko azonban fellebbezett, mivel a szabálykönyv szerint a döntetlen az, amikor a táblán nem állítható elő olyan állás, amely valamely fél számára mattot eredményez. Mivel a konkrét esetben előállítható mattállás, például úgy, hogy a sötét király a8-on, a sötét huszár a7-en, a világos király c7-en és a világos huszár b6-on áll, ezért a versenybíróság a fellebbezést precedensértékűnek fogadta el, és Soćko továbbjutását hirdette ki. Ezt követően hasonló esetekben ezt az elvet követik a versenyeken.

### Szereplései a lengyel sakkbajnokságokon
A lengyel női sakkbajnokságokon 2017-ig összesen 8 arany-,  5 ezüst és 3 bronzérmet szerzett.
Első alkalommal 1992-ben, 14 éves korában szerepelt Lengyelország női sakkbajnokságának döntőjében és a 4. helyen végzett. Az 1993-as bajnokságon az 5. helyet szerezte meg. 1994-ben, 16 éves korában a lányok U20 korosztályos lengyel bajnokságon ezüstérmet szerzett. Ugyanebben az évben a felnőttek között bronzérmes lett.
Először 1995-ben nyerte meg Lengyelország női sakkbajnokságát. Ebben az évben az U18 korosztályos lányok között bronzérmet szerzett. 1997-ben a felnőtt női bajnokságon ezüstérmes, 1998-ban bronzérmes, majd 1999-ben és 2001-ben ismét ezüstérmes.
2004-ben szerezte második aranyérmét a lengyel női bajnokságban, miután az első helyen előállt holtversenyt eldöntő rájátszásban legyőzte Iweta Radziewiczet. 2007-ben a 3. helyen végzett és bronzérmet szerzett, egy évre rá, 2008-ban harmadszor, majd 2010-ben negyedszer is megszerezte a bajnoki címet. 2011-ben ezüstérmes.
2013-ban szerezte az ötödik, 2014-ben a hatodik országos női bajnoki aranyérmét, 2016-ban hetedszer is első lett a lengyel női bajnokságban, majd 2017-ben nyolcadszor is a dobogó legfelső fokára állhatott.

### Egyéb kiemelkedő versenyeredményei
Az 1997-ben Frydek-Mistekben rendezett nemzetközi női tornán a harmadik helyet szerezte meg. 1999-ben a Wisla Hugart női nyílt versenyen holtversenyben a 3−8. helyen végzett.
2001-ben megnyerte a Wisla'2001 nemzetközi női tornát. 2004-ben az első helyen végzett a 28 résztvevős Acropolis open nemzetközi női tornán. 2006-ban Pia Cramling mögött, megelőzve Dembo Jelenát és Anna Muzicsukot, lett a Bielben rendezett női nagymesterversenyen második. Ugyanebben az évben Polanica Zdrojban a nyílt-A versenyt nyerte meg, megelőzve a férfi sakkozókat.
2007-ben Bad Homburgban harmadik, majd az exvilágbajnok Antoaneta Sztefanova előtt megnyerte a Bakuban rendezett női nemzetközi nagymesterversenyt. 2009-ben Tromsø-ben az 1. helyen végzett a 120 résztvevős svájci rendszerű Arctic Chess Challenge 2009 versenyen, ahol a mezőnyben a férje, aki a verseny 1. kiemeltje volt, a 14. helyet szerezte meg. 2010. márciusban bronzérmet szerzett a Fiumében rendezett Sakk-Európa-bajnokságon. 2011-ben Amszterdamban a 2. helyen végzett a Max Euwe-emlékversenyen.  2014-ben Erfurtban megnyerte a 3. nemzetközi női nagymesterversenyt, majd a 3. helyen végzett Wroclawban a 4. Holuj-Radzikowska-emlékversenyen. Ugyancsak a 3. helyet szerezte meg 2016-ban a 6. Holuj-Radzikowska-emlékversenyen.

## Eredményei csapatban
1994 óta 11 alkalommal vett részt Lengyelország válogatottjában a sakkolimpiákon, ahol a legjobb eredményt 2016-ban Bakuban érték el, amikor ezüstérmet szerzett a csapat. Ezt megelőzően a 2002-es sakkolimpián kerültek dobogóra, amikor bronzérmesek lettek, ekkor Monika Socko egyéniben a tábláján aranyérmet szerzett.
2007-ben, 2015-ben és 2017-ben szerepelt a lengyel válogatott tagjaként a Sakkcsapat világbajnokságon.
2001 óta tagja a Sakkcsapat Európa-bajnokságokon szereplő lengyel válogatottnak. Csapatban 2005-ben arany-, 2007-ben és 2011-ben ezüst-, 2013-ban bronzérmet szereztek, egyéniben 2005-ben egy arany- és egy ezüstérmet nyert.

## Díjai, elismerései
- 2010: Hetman díj (az év versenyzője kategóriában)[71]
- 2016: A Szolgálatért Aranykereszt (a 2016-os bakui sakkolimpián elért ezüstéremért)[15]